# 松井守男
松井 守男（まつい もりお、1942年7月25日 - 2022年5月30日）は、愛知県豊橋市出身の画家。フランスを拠点に活動した。

## 来歴
1942年、愛知県豊橋市生まれ。実家は魚屋だった。豊橋市立北部中学校卒業、愛知県立豊橋東高等学校卒業。高校では美術部に所属。二浪して、1963年に武蔵野美術大学造形学部油絵科に入学。1967年、同大を首席で卒業したことで、パリ行きの航空券を獲得した。同年、フランス政府奨学生として渡仏し、パリを拠点に制作活動を始めた。同地ではアカデミー・ジュリアンやパリ国立美術学校でデッサンを学び直した。
サロン・ド・メへの招待、印象派発祥の画廊ギャラリー・ベルネーム＝ジュンネでの個展、エールフランスの機内装飾を担当するも、画家としての地位を確立できずに苦悩していた。
1985年、自ら遺作と見なした作品「遺言」を発表。故郷の面相筆（豊橋筆）を用いた細かなタッチで描いた作風となり、この頃から絵が売れるようになる。日本を離れてから一度も帰っていなかったが、1987年に渡仏から20年ぶりに帰国した。
1997年のフェッシュ美術館（コルシカ・アジャクシオ）での個展を機に、1998年からコルシカ島に拠点を移す。
2000年にフランス政府から芸術文化勲章し、2003年にはフランス最高勲章のレジオン・ドヌール勲章を受章した。
2008年冬、キリスト教関係者に長崎県五島市久賀島を案内されたことをきっかけに廃校を借りて久賀島にもアトリエを構え、「五島市ふるさと大使」になった。

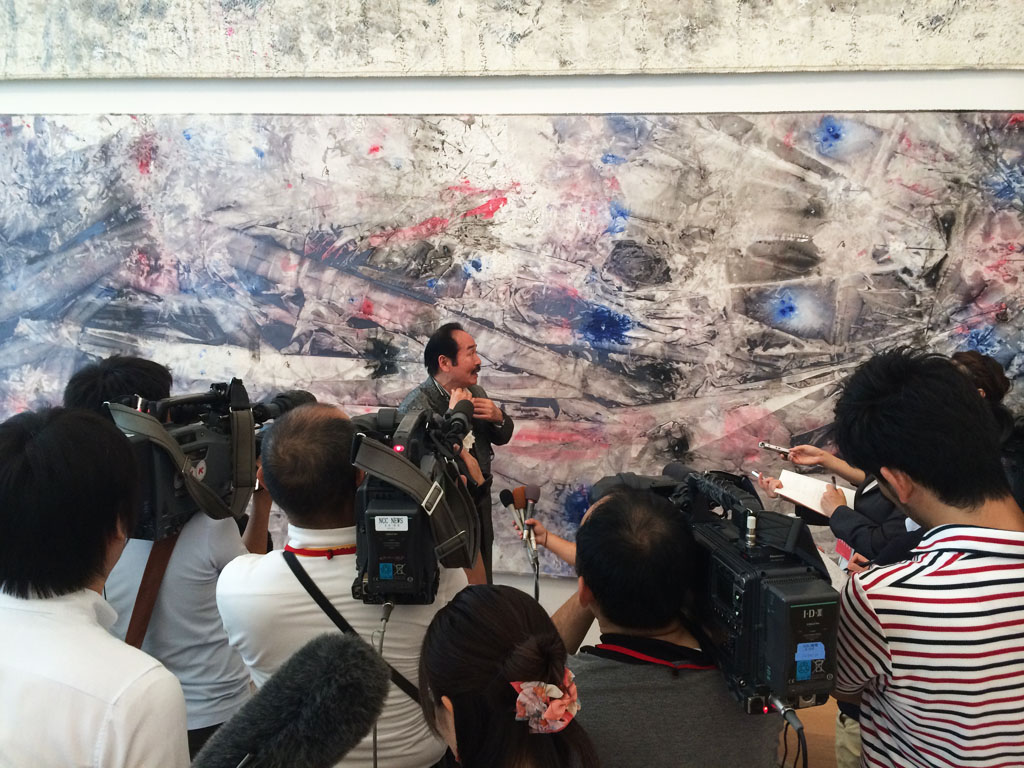
長崎県美術館「現代フランスを代表する日本人アーティスト　光の画家　松井守男展」 (2014)

2022年5月30日、虚血性心疾患のため東京都内で死去（享年79）。同年6月5日、東京都内で親族が密葬を営んだ。

## 主な作品

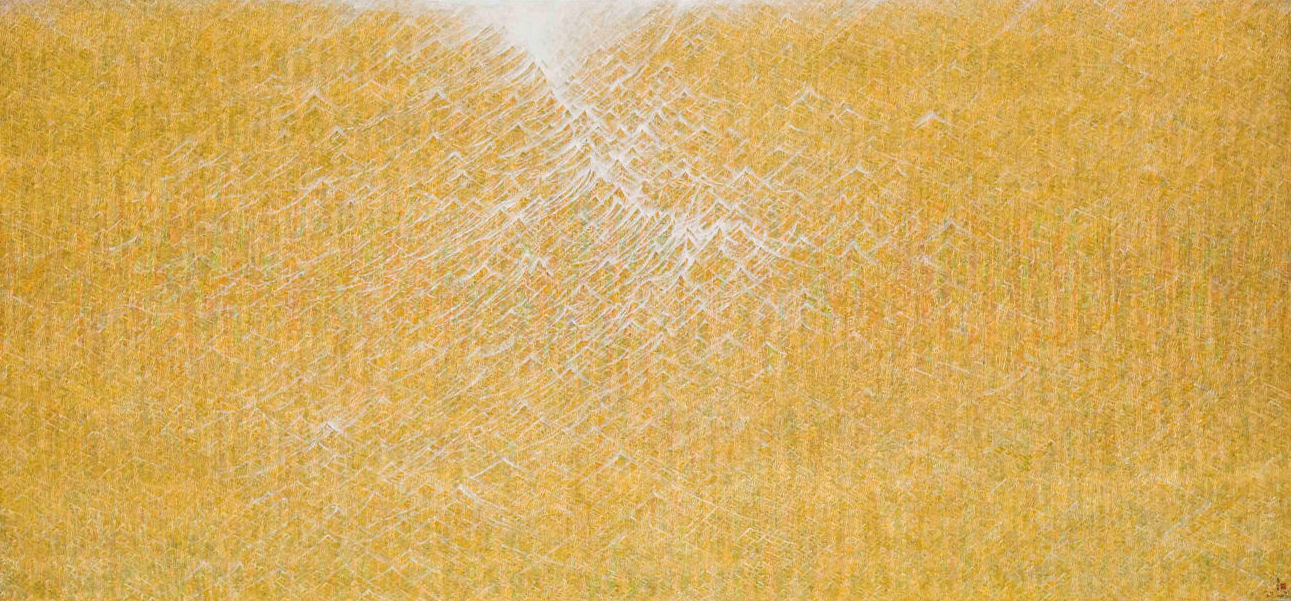
Le Testament(遺言)

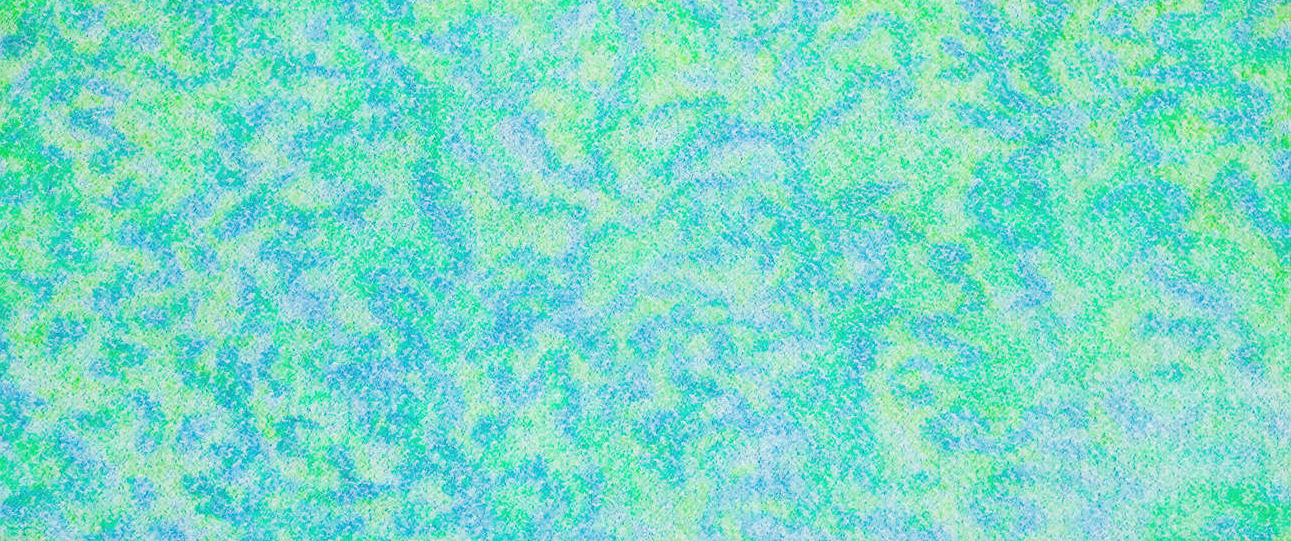
La Nature(自然)

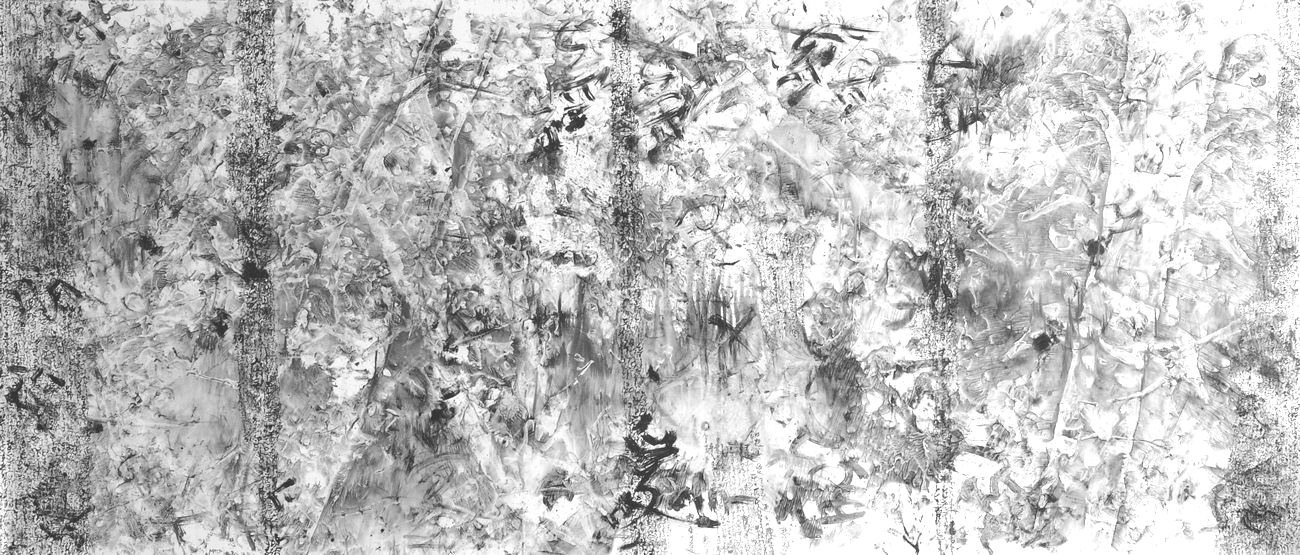
Arbre de Vie(生命の樹)

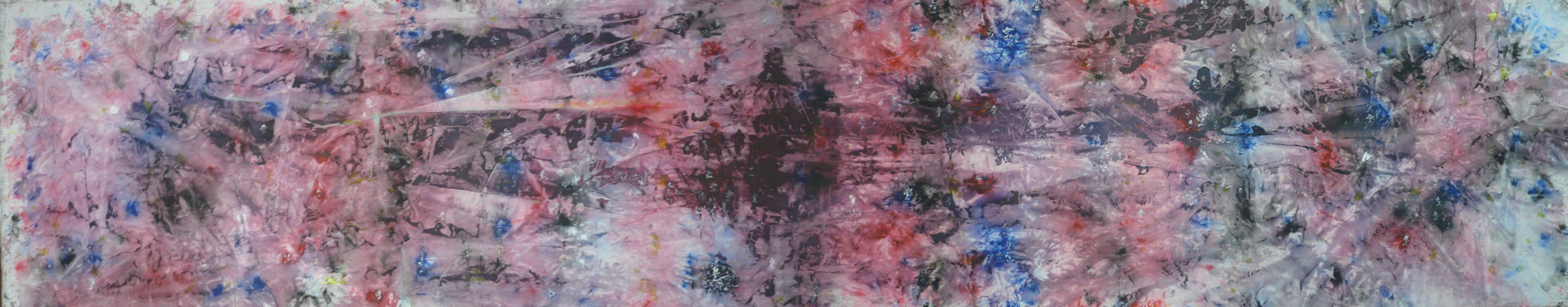
Hope Japan(ホープジャパン)

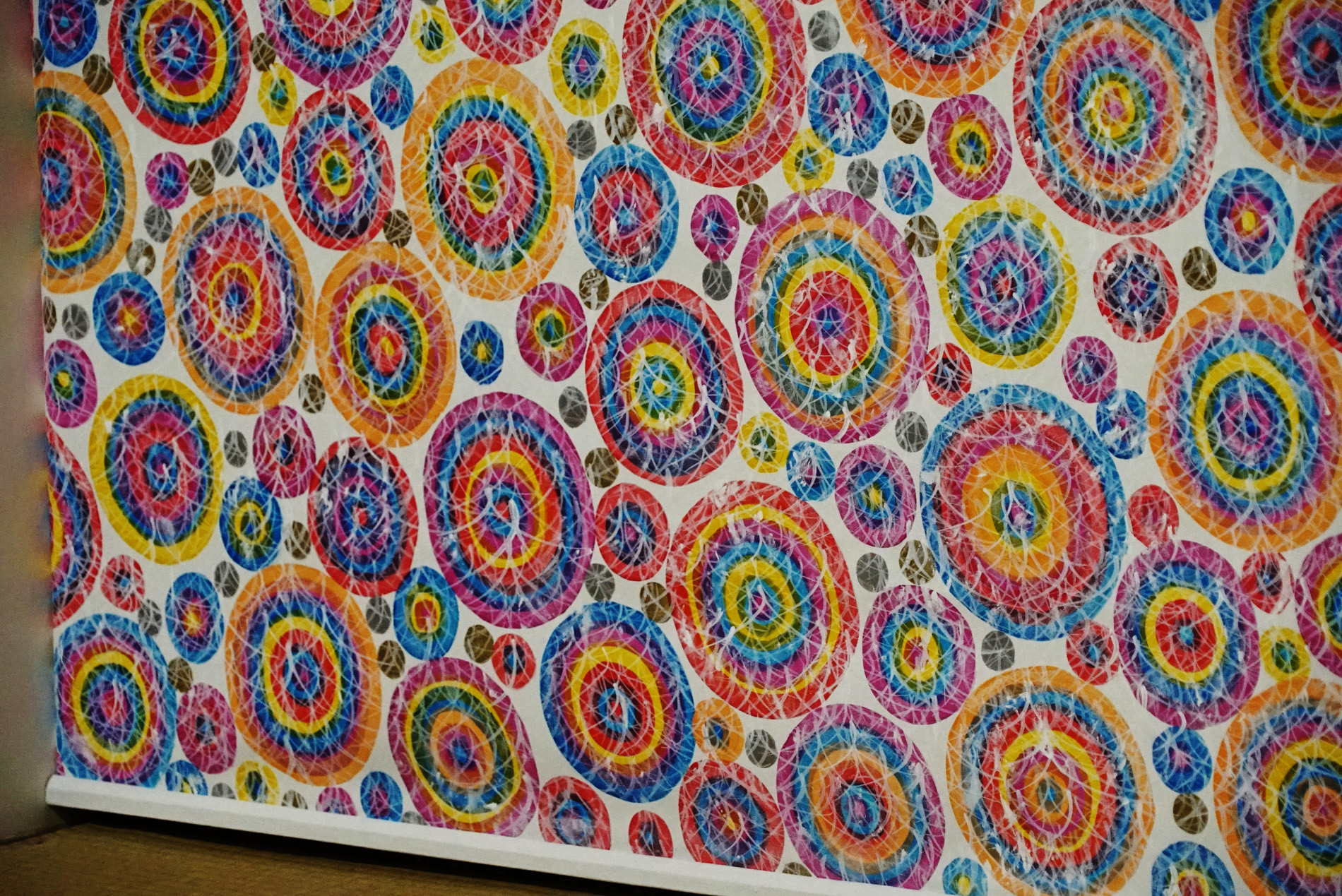
Univers (detail)(宇宙)

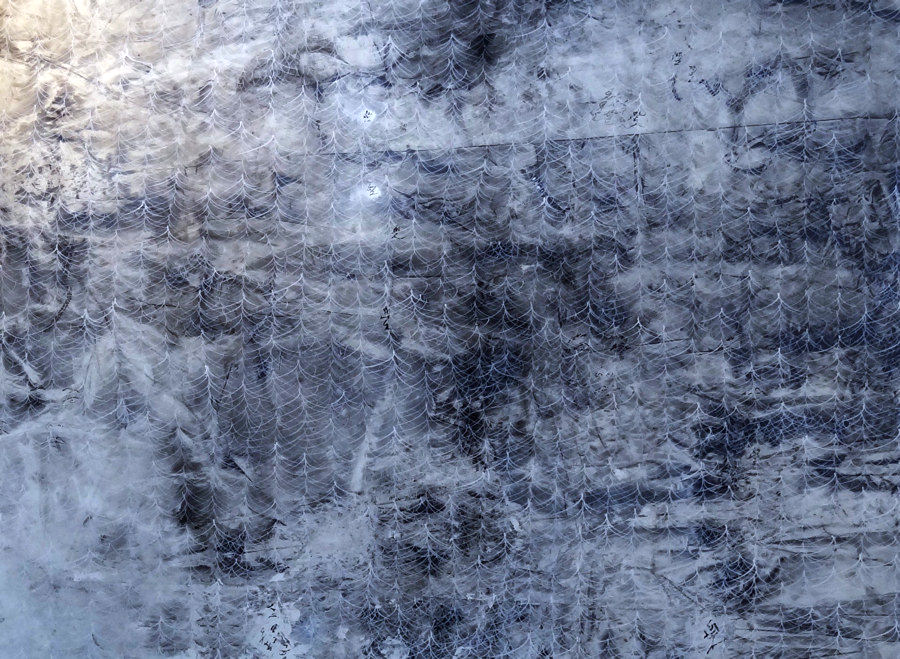
Yamato-Damashii（部分）(大和魂)

- 「遺言」（Le Testament）, 油彩, 215×470cm（1985）
- 「Paysage en noir et blanc」（黒と白の風景）, 油彩, 200×450cm（1985）
- 「Kakejiku」（掛け軸）, 油彩, 1000×215cm（1987）
- 「Triptych:La Crucifixion,La Résurrection,L'Ascension」（三連祭壇画：磔、復活、昇天）, 油彩,（195×130cm）×3（1998）
- 「自然」（La Nature）, 油彩, 215×500cm（2004）
- 「Arbre de Vie」（生命の樹）, 油彩,215×500cm（2006）
- 「Soleil levant」 (朝日), 油彩, 215×500cm（2007）
- 「No more Nagasaki」(ナガサキを繰り返すな), 油彩, 215×1000cm（2010）
- 「Hope Japan」(ホープジャパン), 油彩, 215×1000cm（2011-2012）
- 「Yamato-Damashii（部分）」(大和魂), 油彩, 215×1000cm（2012）
- 「Univers（部分）」（宇宙）, oil on canvas, 200×200cm（2017）

## 展覧会
- 個展（東京、椿近代画廊）（1965年）
- パリ国立美術学校“12人の画家”展（パリ、ギャラリー・ド・フランス）（1969）
- 個展（パリ、マドレーヌ教会）（1971）
- 現代巨匠版画展（ピニョン、ザオ・ウーキー、ウォーホール、ピカソ、パリ国立図書館）（1979）永久コレクション
- エールフランスポスター展（ヴァザレリー、ポリアコフ、マチュー、アルトゥング、コランらと共に、パリ、ポンピドー・センター）（1981）永久コレクション
- 個展（愛知県、豊橋市美術博物館）（1986）永久コレクション
- 個展（京都、日図デザイン博物館）（1987）
- 個展（神戸、プラネットブルー神戸）（1990）
- 札幌、新千歳空港にて永久コレクション（1992）
- 在仏30周年回顧展（コルシカ、アジャクシオ、フェッシュ美術館）（1997）
- 個展（モナコ、モンテカルロ、カジノ・アトリウム、オペラ座）（1999）
- 近代肖像画巨匠展（ジャコメッティ、ウォーホール、セザール、アルマン、ペン等と共に、マントン美術館）（1999）
- 近代ヌード展（ヴィルグレ、モノリー、ヴェリコヴィック、コンバ、ディ・ローザ等と共に、マントン、ヨーロッパ宮殿美術館）（2000）
- アンドレ・ヴェルデとの交流展（サンポール・ド・ヴァンス美術館）（2001）
- 特別展（ニース美術館、ギャルリー・ドゥ・ラ・マリーン）（2002）
- 個展（パリ、ユネスコ本部　ミロ・ホール）（2003）永久コレクション
- 愛・地球博フランス・ドイツ共同パビリオンの貴賓室展示）（2005）
- 個展（東京、日本橋高島屋美術館）（2005）
- 個展（東京、シャネル・ネクサス・ホール、日仏修交150周年記念）（2008）
- スペイン・サラゴサ国際博覧会（フランス館）（2008）
- 豊橋市美術博物館、回顧展（2010）永久コレクション
- 長崎県美術館「大和魂展」（2012）
- 長崎県美術館、日仏文化協力90周年公式展（1924-2014）、絵画151点と10mの油絵17点を展示（2014）
- 個展（フランス、ルルドにて）（2015）
- 個展（愛知、ホテルアークリッシュ豊橋）（2014-2016）
- 京都にて襖絵（上賀茂神社・宝泉院）、屏風絵（三千院）、風景画102点を制作（2016年）
- 東京、みなとパーク芝浦「平和絵画展」（2017）
- 日仏交流160周年公式展（東京、築地本願寺）（2018）
- 東京、神田明神文化交流館奉納（2018）
- 豊川海軍工廠展、75周年記念特別展示（愛知、桜ヶ丘ミュージアム）（2020）

## テレビ出演
- 『遠くにありて にっぽん人 コルシカの光に惚れて～フランス・松井守男』（NHKデジタル衛星ハイビジョン、2004年5月16日）